# Nenačovice
Nenačovice är en ort i Tjeckien.   Den ligger i distriktet Beroun och regionen Mellersta Böhmen, i den centrala delen av landet, 22 km väster om huvudstaden Prag. Nenačovice ligger 275 meter över havet och antalet invånare är 244.
Terrängen runt Nenačovice är platt åt nordost, men åt sydväst är den kuperad. Nenačovice ligger nere i en dal. Runt Nenačovice är det ganska tätbefolkat, med 83 invånare per kvadratkilometer. Närmaste större samhälle är Kladno, 14,5 km norr om Nenačovice. I omgivningarna runt Nenačovice växer i huvudsak blandskog.